# مقعد طوي

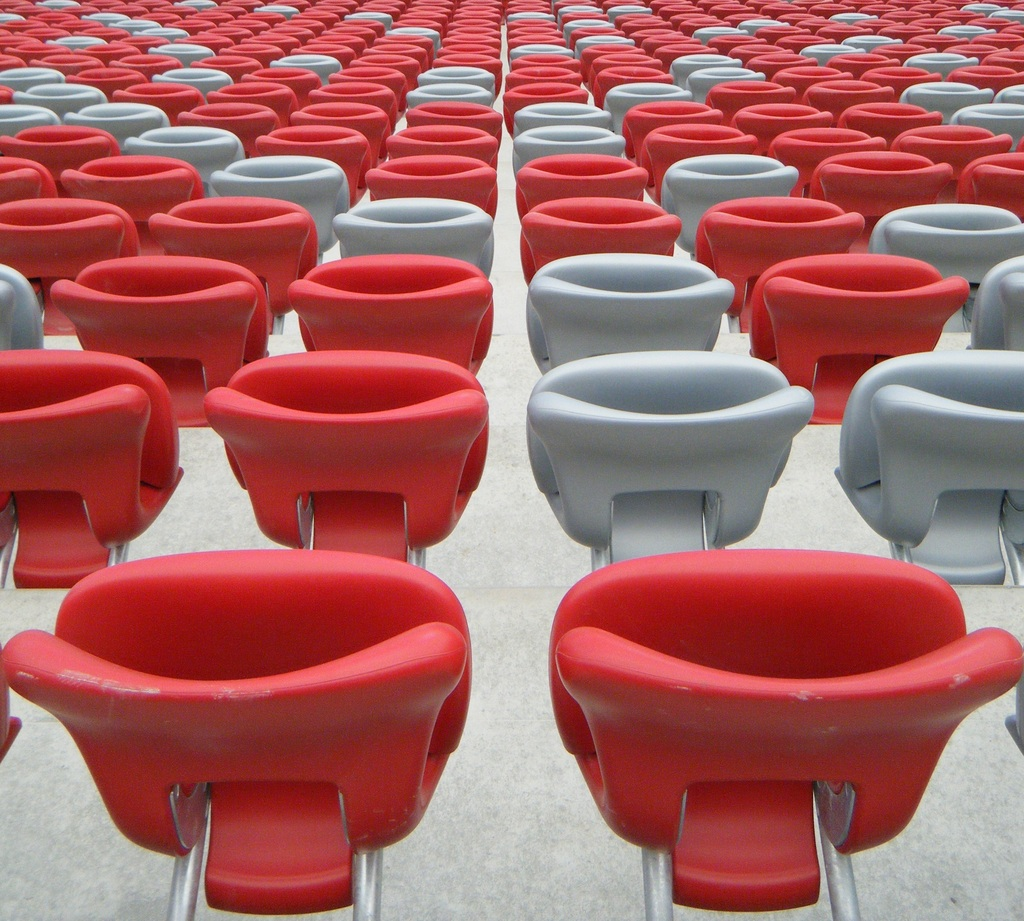
مقاعد طوية لملعب (FCB باللونين الأحمر والفضي) في معلب وارسو الوطني

المقعد الطَّوِيّ هو مقعد يمكن طيه ليشغل مساحة أقل. عند تركيبه على حافلة نقل عام ، فإنه يوفر مساحة لكرسي متحرك أو كرسيَّين. أما عند تركيبه على عربة الركاب فإنه يتيح مساحة للوقوف.
المقاعد الطويَّة منتشرة في الملاعب والحلبات والمسارح والقاعات لتسهيل الدخول والخروج.